# Bron (water)

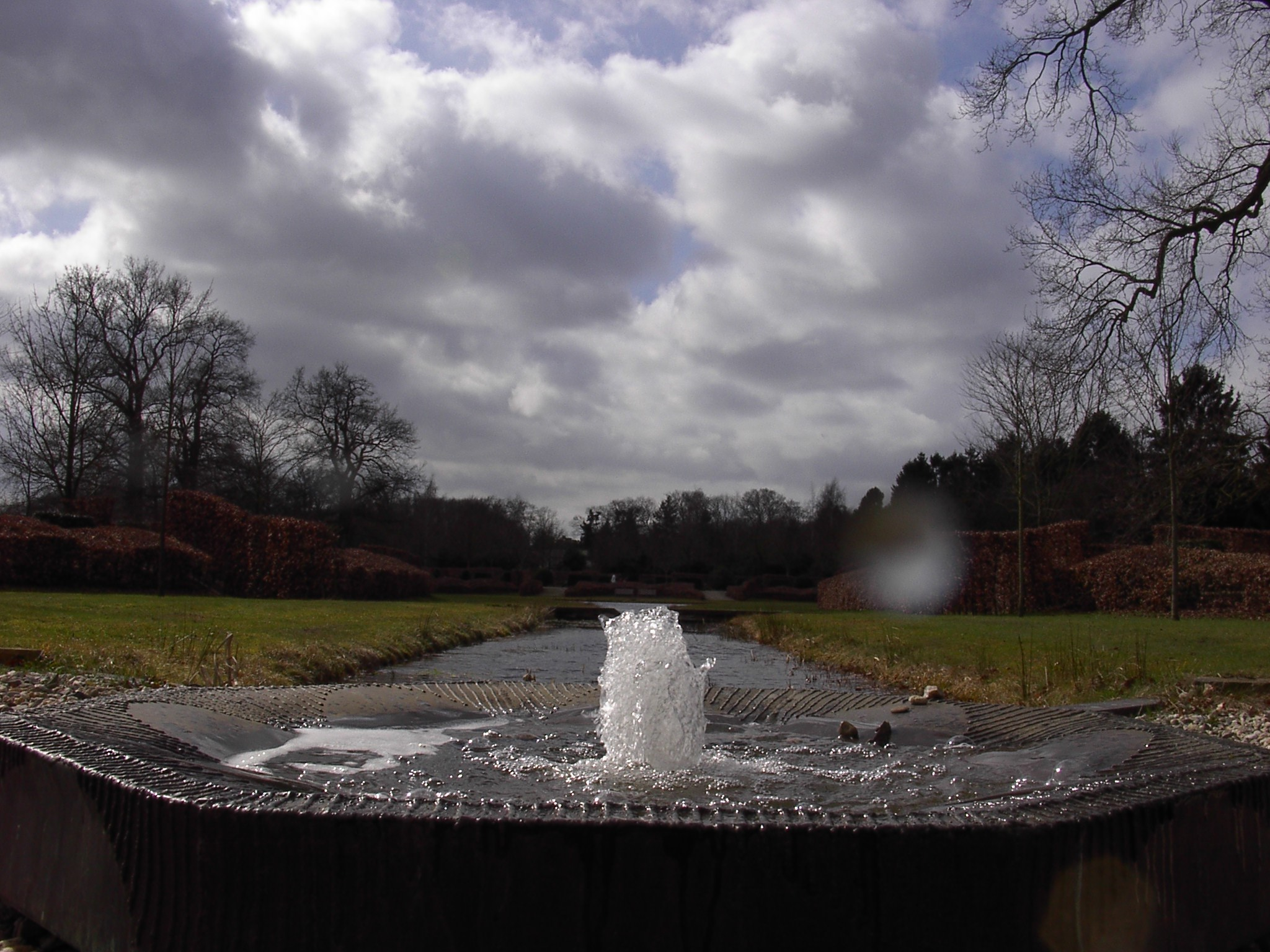
Symbolische bron op begraafplaats Kranenburg bij Zwolle

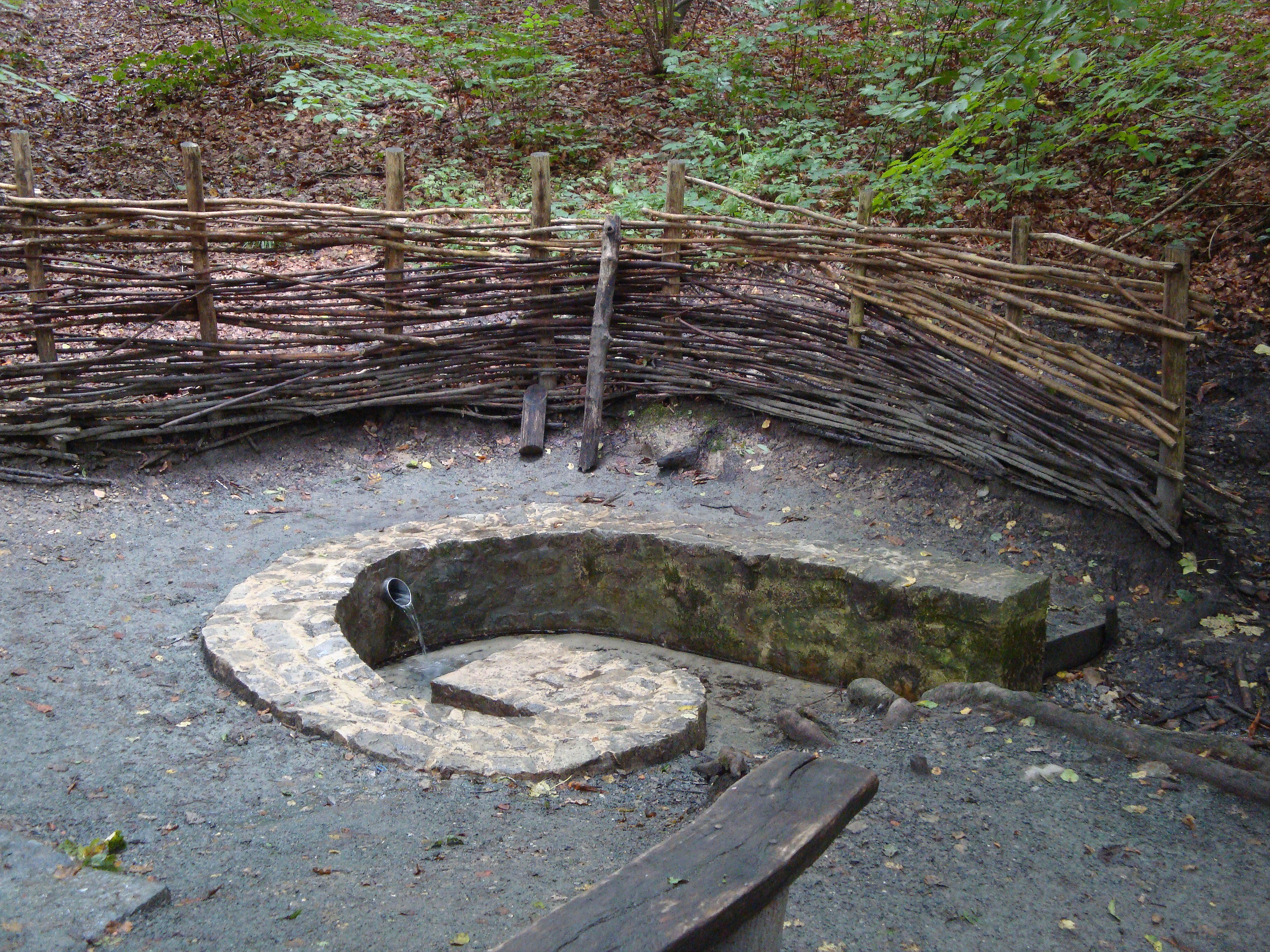
Minnebron, bron met drinkbaar water te Oud-Heverlee

Een bron of wel is een plaats waar water uit de grond komt.
Men onderscheidt puntbronnen en diffuse bronnen.
- Een puntbron is een plek waar een duidelijke waterstroom boven de grond komt, zoals dat ook bij een resurgentie het geval is.
- Bij een diffuse bron zijn er meerdere punten waar het water uit de grond treedt. Dit wordt ook wel kwel genoemd.

Bekende (punt)bronnen zijn:
- Zamzam in Mekka
- Donaubron bij Donaueschingen
- Fontaine de Vaucluse

Bij een rivier of beek is de bron de verste plek stroomopwaarts gemeten vanaf de monding waar deze boven de grond komt. Het kan gaan hierbij om een puntbron, maar ook om een brongebied, zoals een moeras of een meer.
Bronnen kunnen zowel natuurlijk zijn ontstaan als kunstmatig gevormd ('geslagen'), zoals de Veluwse sprengkoppen.

## Classificatie volgens de structurele kenmerken van de bronlocatie
- Reocrene bronnen zijn bronnen die als een waterval(letje) ontspringen.[1] Ze vertonen een duidelijke, lokaal begrensde uitlaat met een zichtbare afvoer. Het kan in een laminaire stroming stromen en zelfs stilstaande waterzones hebben, of het kan een stroom of waterval vormen na het verlaten van spleten in steil terrein (valbron).
- Helocrene bronnen (kwelbronnen) zijn bronnen die als kwel of moerasbron ontspringen.[1] Ze worden gekenmerkt door flauw opkomend grondwater dat zich via kleine bronstroompjes verzamelt in een bronmoeras. Zo'n brongebied kan, afhankelijk van de klimatologische en geologische situatie, zich uitstrekken over vierkante kilometers. In de laaglanden hebben helocrene bronnen, afgezien van enkele oplopende bronnen, meestal een beperkte instroom.
- Limnocrene bronnen zijn bronnen die in een vijver ontspringen.[1] Deze bronnen ontspringen in een holte waardoor er stilstaand water ontstaat. Door het overstromen van de waterrand ontstaat een bronstroom. In karstgebieden kan zo'n bronvijver grote diepten bereiken.
- Onderzeese bronnen zijn bronnen die onder water in een zee of oceaan ontspringen. Dergelijke bronnen komen vooral voor in karstgebieden.
- Endoreïsche bronnen zijn afvoerloos, waarbij het water na een korte stroom weer wegsijpelt.

Daarnaast zijn er bronnen die voorzien zijn van een kunstmatige bronomhuizing of ontworpen zijn als monument.